# Alprenolol
Alprenolol ist ein Arzneistoff aus der Gruppe der Betablocker und wurde unter anderem zur Behandlung der arteriellen Hypertonie (Bluthochdruck) eingesetzt. Es wurde 1969 als Beta-Blocker von AB Hässle patentiert und ist weltweit nicht mehr im Handel.

## Pharmakologie und Pharmakokinetik
Alprenolol ist chemisch ähnlich aufgebaut wie das  Oxprenolol und gehört ebenso wie dieses zu den nichtselektiven Betablockern, da es nicht spezifisch an den β1-Adrenozeptoren bindet. Es weist ebenso wie die Betablocker Acebutolol und Pindolol und im Gegensatz zum Metoprolol eine  intrinsische sympatomimetische Aktivität (ISA) auf. Die relative Wirkstärke des Alprenolol im Vergleich zum Propranolol beträgt 0,3. Das bedingt fettlösliche Alprenolol hat eine Plasmahalbwertszeit von 2 bis 3 Stunden. Die Bioverfügbarkeit des Alprenolol ist mit 10 % eher als gering einzustufen.

### Besonderheiten
Alle Betablocker mit ISA sollen häufiger zu Schlafstörungen führen, als Betablocker ohne ISA.
Alprenolol weist in hohen Dosen eine dem Chinidin ähnliche membranstabilisierende Wirkung auf. Diese Wirkung tritt ebenfalls beim Propranolol und dem Oxprenolol auf.

## Stereochemie
Alprenolol wird als Racemat [1:1-Mischung der (R)- und der (S)-Form des Wirkstoffes] eingesetzt, obwohl der Bedeutung der Enantiomerenreinheit der synthetisch hergestellten Wirkstoffe zunehmend Beachtung eingeräumt wird, auch bei Alprenolol. Die beiden Enantiomeren eines chiralen Arzneistoffes zeigen fast immer eine unterschiedliche Pharmakologie und Pharmakokinetik. Das wurde früher aus Unkenntnis über stereochemische Zusammenhänge oft ignoriert. Das aktive Stereoisomer (Eutomer) ist die (S)-Form von Alprenolol.